# GOL (setmanari)
GOL és un diari digital esportiu editat per Ediciones Digitales del Deporte. Entre el setembre de 2009 i 2012 fou un setmanari gratuït esportiu publicat en català.
Inicialment el setmanari es publicava íntegrament en castellà, però a partir del setembre del 2009 GOL va reaparèixer transformat en GOL CAT i publicat totalment en català. El rotatiu tenia per director a Xavier Mir i comptava amb 80.000 exemplars. El 21 de novembre de 2011 va néixer la publicació en format digital.
Al setembre de 2012, el Diari GOL passa a mans del grup Economia Digital. Ismael García Villarejo n'assumeix la direcció el maig de 2015.

## GOL a Franco
El 26 de març de 2012, el periòdic inicià una campanya per a retirar les dues medalles d'or que el Futbol Club Barcelona es va veure obligat a lliurar al dictador Francisco Franco els anys 1971 i 1974 amb motiu de la inauguració del Palau Blaugrana i del Palau de Gel, i del 75è aniversari de l'entitat, respectivament. Perquè la proposta pugui debatre's a la propera Assemblea General Ordinària, cal presentar el 5% de les signatures dels socis (8.862 firmes), segons l'article 19 dels estatuts del club. L'11 de maig de 2012 disposava de 7.000 adhesions i el suport de personalitats importants del món de la política com ara Oriol Pujol (CDC), Pere Navarro (PSC), Joan Herrera (ICV), Oriol Junqueras (ERC) o Uriel Bertran (SI), tenint únicament una postura manifestament contrària la Fundació Nacional Francisco Franco.